# イオンチアーズクラブ
イオンチアーズクラブとは、小売業のイオンが行う子供向け環境活動の会員組織名、およびその活動の名前である。小学生と中学生が入会でき、入会金・年会費はかからない。ただし、1日中活動する場合は弁当等が必要である。活動はイオンの店舗およびその周りで行われることが多い。
このプロジェクトはイオン1%クラブにより行われており、それをイオンの店舗の従業員の担当者に委託する形で行っている。また、このプロジェクトはイオンの店舗で募集しているが、実施していない店舗も存在する。